# Crypteria spectralis
Crypteria spectralis là một loài ruồi trong họ Limoniidae. Chúng phân bố ở miền Cổ bắc.